# 美因河畔霍赫海姆
美因河畔霍赫海姆（德語：Hochheim am Main，發音：[ˈhoːxˌhaɪm ʔam ˈmaɪn] ⓘ）是德国黑森州达姆施塔特行政区美因-陶努斯县的城市，面积19.47平方千米，2023年12月31日人口为18,810人。